# 鲍里斯·维亚切斯拉维奇

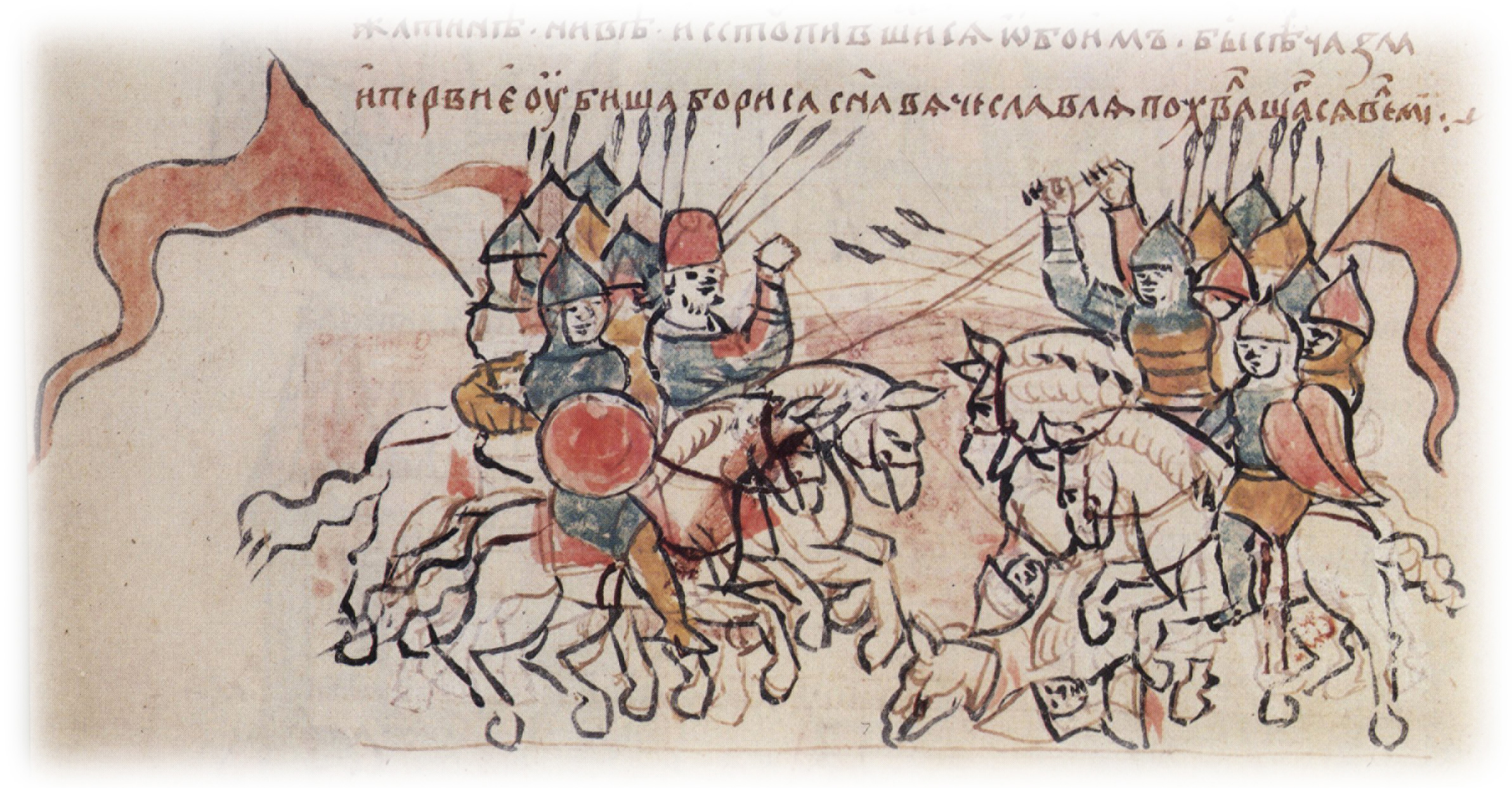

鲍里斯·维亚切斯拉维奇 Борис Вячеславович（?—1078年10月3日），古罗斯王公，切尔尼戈夫王公（1077年~1078年在位）。
鲍里斯·维亚切斯拉维奇为斯摩棱斯克王公维亚切斯拉夫·雅罗斯拉维奇之子。关于他的早期记载主要存在于西欧文献而不是俄国编年史中。12世纪的德国编年史作者施塔德的阿尔布雷希特提到，施塔德藩侯的女儿奥德与一位罗斯王公结婚，生下一子名瓦提斯拉夫；在这位王公死后，他的寡妇带着儿子返回了故乡萨克森。后来，这个叫瓦提斯拉夫的儿子被召回罗斯，并且继承了父亲的公位。
假如这段记载可信，则它所说的“瓦提斯拉夫”只能是鲍里斯·维亚切斯拉维奇。在俄国编年史中，鲍里斯·维亚切斯拉维奇这个人物是在1077年突然出现的。他似乎是从国外什么地方回来，然而他却十分有钱，以至可以雇佣整整一支由波洛韦茨人组成的军队；而施塔德的阿尔布雷希特在他的作品中正提到，瓦提斯拉夫的父亲在去世前藏起了一大笔财富。
1077年5月4日，鲍里斯·维亚切斯拉维奇趁弗谢沃洛德·雅罗斯拉维奇公爵不在公国之际，夺取了切尔尼戈夫的公位。不过他仅仅统治了很短一段时间（据说是8天），在弗谢沃洛德·雅罗斯拉维奇返回之前，鲍里斯就逃到特穆塔拉干王公罗曼·斯维亚托斯拉维奇那里去了。1078年夏天，鲍里斯·维亚切斯拉维奇在弗拉基米尔-沃伦斯基公爵奥列格·斯维亚托斯拉维奇（他本人也想控制切尔尼戈夫）支持下打败了弗谢沃洛德·雅罗斯拉维奇，再次当上切尔尼戈夫的王公。弗谢沃洛德于是去请求他的哥哥、基辅大公伊贾斯拉夫一世·雅罗斯拉维奇的帮助。1078年10月3日，鲍里斯·维亚切斯拉维奇与奥列格·斯维亚托斯拉维奇在发生于切尔尼戈夫附近的激战中被打败，鲍里斯本人阵亡了。
| 前任： 弗谢沃洛德·雅罗斯拉维奇 | 切尔尼戈夫王公 1077~1078 | 繼任： 弗拉基米尔·莫诺马赫 |